# Ron Harris (hockeista su ghiaccio)
Ronald Thomas Harris (Verdun, 30 giugno 1942) è un allenatore di hockey su ghiaccio ed ex hockeista su ghiaccio canadese che nel corso della carriera ha giocato nella National Hockey League.

## Carriera
Ron Harris giocò a livello giovanile per due stagioni nell'Ontario Hockey Association con la maglia degli Hamilton Red Wings. Nel 1962 firmò il primo contratto professionistico con i Detroit Red Wings, formazione legata alla squadra giovanile di Hamilton. Nelle stagioni successive giocò solo quattro incontri in National Hockey League, militando soprattutto nelle leghe minori in American Hockey League e in Central Hockey League.
Nel 1965 Harris si trasferì nella Western Hockey League vestendo per due stagioni la maglia dei San Francisco Seals. Nell'estate del 1967 in occasione dell'NHL Expansion Draft i diritti sul giocatore, allora detenuti dai Boston Bruins, passarono agli Oakland Seals, una delle sei nuove franchigie partecipanti alla lega.  Durante la stagione 1967-68 durante la sfida contro i Minnesota North Stars Harris e il compagno di squadra Larry Cahan urtarono violentemente Bill Masterton, il quale come la maggior parte dei giocatori di allora non indossava un caschetto di sicurezza. Masterton cadde rovinosamente a terra fratturandosi il cranio e fu portato all'ospedale di Minneapolis dove morì due giorni più tardi.
Nelle quattro stagioni successive dopo l'esperienza a Oakland fece ritorno ai Detroit Red Wings, totalizzando oltre 250 presenze. Venne selezionato nuovamente in un NHL Expansion Draft nel 1972 dagli Atlanta Flames, rimanendovi tuttavia soltanto fino al mese di dicembre. Concluse la propria carriera giocando per i New York Rangers fino all'ottobre del 1975, quando fu costretto al ritiro dopo un infortunio al ginocchio.
Dopo il ritiro da giocatore Harris svolse per alcune stagioni negli anni 1980 l'incarico di allenatore, in particolare presso alcune formazioni giovanili. Per due stagioni fu anche vice allenatore in NHL con i Quebec Nordiques.

## Palmarès

### Individuale
- OHA First All-Star Team: 1

1961-1962